# Il ferroviere (film 1965)
Il ferroviere è un film del 1965, diretto dal regista Gerald Potterton con la collaborazione di Buster Keaton e John Spotton.
Prodotto dal National Film Board of Canada con la collaborazione delle ferrovie canadesi Canadian National Railway, e girato anche su linee delle altre compagnie Canadian Pacific Railway, Great Northern Railway e Pacific Great Eastern Railway.
Oltre al cortometraggio di finzione, fu prodotto anche un documentario, Buster Keaton Rides Again, in bianco e nero, di 55 minuti.
Il regista del film ottenne una Menzione onorevole per i cortometraggi al Festival internazionale del cinema di Berlino del 1965.

## Trama
A Londra un uomo sta leggendo un giornale sul quale una pagina pubblicitaria dice "SEE CANADA NOW!" ("vedi sùbito il Canada!"). L'uomo getta via il giornale e si butta nel Tamigi. Subito dopo riemerge sulla costa orientale canadese, dove un cartello indica l'altra costa a 3,982½ miglia (circa 6400 km). Iniziato il viaggio trova un veicolo per la manutenzione delle ferrovie, dove si siede volendo fare un pisolino. Inavvertitamente lo mette in moto e così inizia una serie di avventure ferroviarie attraverso il Canada, senza mai fermarsi, nemmeno per fare rifornimento. Arrivato sull'altra costa, si appresta al ritorno, ma il veicolo è stato preso da un giapponese emerso dall'oceano Pacifico.